# Úlehle
Úlehle (jusqu'en 1924 : Oulehle ; en allemand : Aulechle, précédemment : Aulehle) est une commune du district de Strakonice, dans la région de Bohême-du-Sud, en République tchèque. Sa population s'élevait à 96 habitants en 2020.

## Géographie
Úlehle se trouve à 9 km au sud-ouest de Strakonice, à 54 km au nord-ouest de České Budějovice et à 107 km au sud-sud-ouest de Prague.
La commune est limitée par Sousedovice au nord, par Libětice et Nihošovice à l'est, par Čestice au sud et par Nihošovice, Zahorčice et Kraselov à l'ouest.

## Histoire
La première mention écrite du village date de 1318.